# Toftrees, Pennsylvania
Toftrees, Pennsylvania (енгл. Toftrees) насељено је место без административног статуса у америчкој савезној држави Пенсилванија.

## Демографија
По попису из 2010. године број становника је 2.053.
| Група             | 2000.    | 2010.         |
| Белци             | 0 (0,0%) | 1.746 (85,0%) |
| Афроамериканци    | 0 (0,0%) | 59 (2,9%)     |
| Азијати           | 0 (0,0%) | 156 (7,6%)    |
| Хиспаноамериканци | 0 (0,0%) | 50 (2,4%)     |
| Укупно            | 0        | 2.053         |